# Clavinet
Il Clavinet è uno strumento musicale a tastiera ideato da Ernst Zacharias e costruito dalla compagnia Hohner. È un clavicordo nel quale le vibrazioni delle corde vengono rilevate da dei pick-up, analogo quindi nella produzione del suono alla chitarra elettrica.
Il suo brillante suono staccato è stato particolarmente usato nei brani funk, disco, rock ed è un elemento distintivo della musica reggae. Furono prodotti vari modelli, la maggior parte dei quali presenta 60 tasti e 60 corde associate, una estensione quindi di 5 ottave, dal fa0 al mi5.

## Funzionamento
Ciascun tasto termina con un tacchetto di gomma (definito "tangente") che viene spinto contro la corda dalla pressione del tasto stesso. L'impatto causa non solo la vibrazione della corda, ma interrompendone la lunghezza totale, ne determina anche l'intonazione. La corda è infatti colpita in un determinato punto predefinito che corrisponde alla nota desiderata; questo è il meccanismo convenzionale del clavicordo. La vibrazione acustica viene convertita in segnale elettrico da dei pick-up. L'estremità di ogni corda, quella più distante dal pick-up, passa attraverso un filo intrecciato; quando il tasto viene rilasciato il filo smorza immediatamente la vibrazione della corda. Questo meccanismo differisce completamente da quello degli altri strumenti a tastiera della Hohner, il Cembalet e il Pianet, che usano rispettivamente plettri e gommini appiccicosi per pizzicare ance di metallo.
Un difetto classico del Clavinet, specialmente riscontrabile negli esemplari mal conservati, è la perdita di consistenza delle tangenti in gomma, che tendono a divenire troppo appiccicose o addirittura a seccarsi, fessurandosi e trattenendo la corda; in tutti e due i casi, l'unica soluzione applicabile consiste nella sostituzione completa dell'intera dotazione di "gommini". Prima dell'attuale rinascita d'interesse (anche commerciale) nei confronti dello strumento (con conseguente ri-produzione dei kit di gommini necessari al suo corretto funzionamento), uno degli interventi più comuni per risolvere o quantomeno mitigare il deterioramento dei gommini consisteva nel trattarne la superficie con smalto per le unghie che, ovviamente dopo essersi asciugato, garantiva una relativa maggior rigidità superficiale.

## Modelli
I diversi modelli presero le seguenti sigle: I, II, L, C, D6, E7 e Clavinet/Pianet Duo. La maggior parte hanno due serie di pick-up, una sopra e l'altra sotto le corde. Lo strumento possiede interruttori che le selezionano e ha un livello di segnale in uscita come quello della chitarra elettrica, adatto quindi ad un amplificatore per chitarra. I primi modelli erano caratterizzati da pick-up con bobina singola (single coil); il D6 introduce quelli del tipo six-core. Originariamente il Clavinet era concepito per uso domestico e per l'esecuzione della musica antica europea, colta o folcloristica. Il modello L del 1968 aveva un corpo triangolare con rivestimento e gambe di legno, colori dei tasti inversi (bianco per la fila posteriore) e un leggio di plastica trasparente. Il modello finale E7 rappresentava il culmine di una serie di miglioramenti che avrebbero reso lo strumento più adatto all'esecuzione dal vivo del rock, genere musicale in cui il suo uso diventò molto comune. La produzione del Clavinet da parte della Hohner continuò tuttavia solo sino al 1982. Va specificato che il nome Clavinet DP fu assegnato dalla ditta ad una serie di pianoforti digitali costruiti in Giappone alla fine degli anni '80. Questi strumenti erano concepiti per l'uso domestico e non ci fu nessun tentativo di emulare il vero suono del Clavinet reale. Nel 2000 la Hohner si distaccò dallo strumento vendendo tutto il materiale di ricambio al sito web Clavinet.com. Quest'ultimo ospita informazioni sugli strumenti a tastiera della Hohner, si occupa di restauro e della progettazione e vendita di nuovi pezzi di ricambio.

## Musica
Il suono archetipico del Clavinet può essere ascoltato in The Journey da Journey to The Centre Of The Earth di Rick Wakeman, in Trampled Under Foot dei Led Zeppelin, Atlantis di Sun Ra, Machine Gun dei Commodores, Love Me Two Times  dei Doors, Outta-Space di Billy Preston, Godbluff dei Van der Graaf Generator, Tank di Emerson, Lake & Palmer, Head Hunters di Herbie Hancock, Easy dei Beta Band, Kid Charlemagne di Steely Dan, Concrete Jungle di Bob Marley & The Wailers, Don't Call Her No Tramp di Betty Davis. Stevie Wonder, negli anni settanta, ha fatto grande uso del clavinet in alcuni dei suoi successi (Superstition, Higher Ground, You Haven't Done Nothin').
Il brano Up on Cripple Creek dei The Band è il primo esempio registrato di un Clavinet accoppiato ad un effetto a pedale wah-wah per chitarra. Recentemente figura John Medeski, un musicista conosciuto le cui esecuzioni al clavinet, si possono ascoltare in quasi ogni album del gruppo di jazz moderno chiamato Medeski Martin and Wood.
Un Clavinet fu anche usato in Not David Bowie di Tori Amos, Fresh Tendrils dei Soundgarden, Warlocks dei Red Hot Chili Peppers e in Dirty Harry dei Gorillaz.
In ambito reggae il clavinet viene suonato da Augustus Pablo in alcuni brani dei suoi famosi album roots reggae/dub, King Tubby Meets Rockers Uptown (1972-1975) e Original Rockers (1972-1975).
In tv invece il clavinet viene usato per il TG5 dal 15 settembre 1997 al 15 aprile 2018 all'interno della sigla di testa e di coda dell'edizione della notte e all'interno della sigla di coda dell'edizione della mattina (nei primi due anni e poi raramente anche durante la sigla di testa dell'edizione stessa) e nuovamente dal 3 agosto 2021, mentre dal 16 aprile 2018 al 18 aprile 2019 e nuovamente dal 28 luglio al 2 agosto 2021 all'interno della sigla di testa e di coda dell'edizione della mattina e della notte, dal 19 aprile 2019 al 27 luglio 2021 solo all'interno della sigla di coda dell'edizione della mattina e della notte.
Dal 15 settembre 1997 al 18 settembre 2005 e dal 16 aprile 2018 è il clavinet a fare l'ultima nota della sigla di coda dell'edizione della notte e della mattina, mentre dal 19 settembre 2005 al 15 aprile 2018 il clavinet è stato sostituito nella sigla di chiusura di queste due edizioni dall'ultima nota della sigla principale delle altre tre edizioni (13:00, 20:00 e anche flash) che funge normalmente da sigla di chiusura.